# Polar Airlines

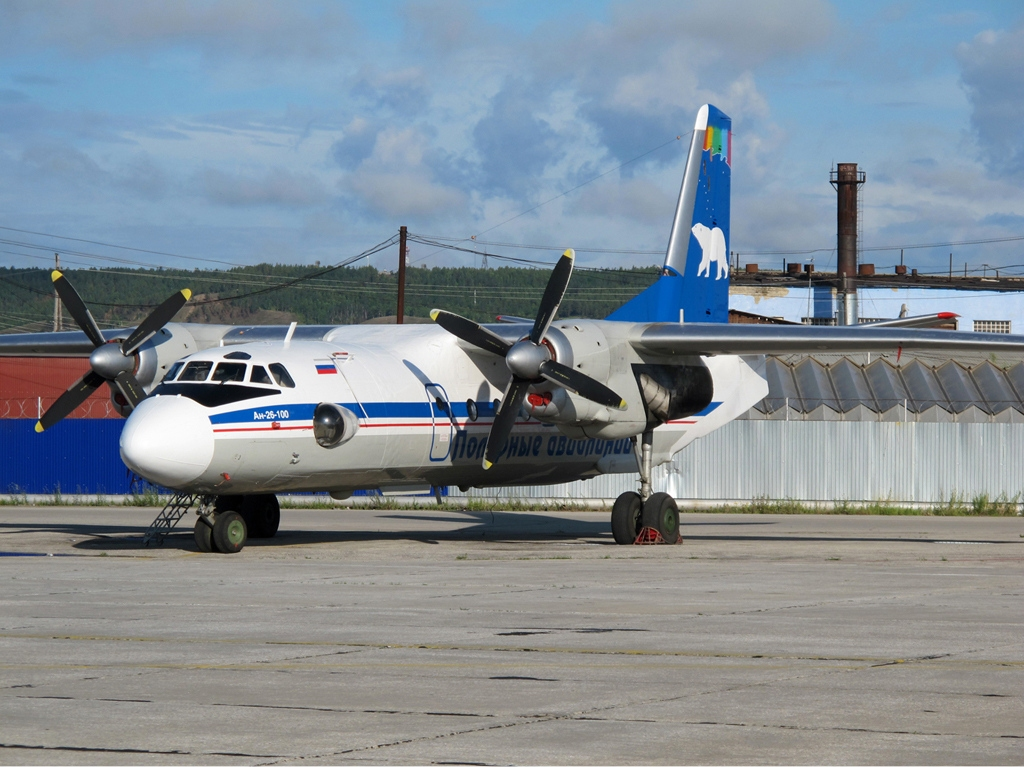
Antonov An-26-100

Polar Airlines (russe : Полярные авиалинии, Poljarnýe avialinii) est une compagnie aérienne basée à Yakutsk, dans la République de Sakha, en Russie. Elle exploite des services de passagers et de fret réguliers et charters.

## Historique
La compagnie aérienne a commencé ses activités en 1997. Elle a été formée à partir des sous-divisions Batagai, Kolyma-Indigirka, Chukordakh et Tiksi d'Aeroflot.

## Destinations
Polar Airlines propose des vols réguliers vers les destinations suivantes (à compter de janvier 2013) :
 Russie
- Aldan - Aéroport d'Aldan
- Bratsk - Aéroport de Bratsk
- Chersky - Aéroport Chersky
- Chokurdakh - Aéroport Chokurdakh
- Irkoutsk - Aéroport international d'Irkoutsk
- Lensk - Aéroport de Lensk
- Aéroport Neryungri - Chulman
- Tiksi - Aéroport de Tiksi
- Yakutsk - Aéroport de Yakutsk
- Zyryanka - Aéroport Zyryanka

## Accidents et incidents
16 mai 2003
Antonov An-3T RA-05881 a atterri de force 28 mi de Sangara en raison d'une panne moteur causée par le mauvais temps; les 13 à bord ont survécu, mais l'avion a été radié.
18 novembre 2005
Antonov An-2TP RA-02252 s'est écrasé sur une montagne 19 mi de Sangar par mauvais temps; tous les 12 à bord ont survécu, mais l'avion a été radié.
21 novembre 2012
Le vol RKA-227 (effectué par Antonov An-26 RA-26061) de Yakutsk à Delegatsky a dépassé la piste à l'atterrissage de 70 mètres. La compagnie aérienne a signalé une piste glacée comme cause. L'avion a subi des dommages importants  mais aucun blessé n'a été signalé.
2 juillet 2013
Vol 9949, un Mil Mi-8 (immatriculation RA-22657) s'est écrasé au sommet d'une colline 66 km de Delegatsky dans la République de Sakha. 19 des 3 membres d'équipage et  25 passagers ont été tués, parmi lesquels 11 enfants. Un incendie après l'écrasement a consumé l'avion,,. Il s'agissait du premier accident mortel pour la compagnie aérienne.
16 août 2013
Le vol 9977, un Antonov An-2TP (immatriculation RA-01419), a effectué un atterrissage forcé près de Vilyuisk à la suite d'un problème de moteur inexpliqué; tous les 11 à bord ont survécu, mais l'avion a été détruit par un incendie après l'écrasement.
11 octobre 2016
Le vol 203, un Antonov An-26 RA-26660 a atterri en deçà de la piste de l'aéroport de Belaya Gora . L'avion a été gravement endommagé. Les 33 personnes à bord ont survécu.

## Flotte
En juillet 2012, la flotte Polar Airlines comprend:
- 5 Antonov An-2
- 5 Antonov An-3 T
- 6 Antonov An-24
- 3 Antonov An-26
- 4 L-410
- 28 mil Mi-8
- 2 DA40 Diamond Star DA40 NG
- 1 Pilatus PC-6 Porter